# سد جینشویان
سد جینشویان (به لاتین: Jinshuitan Dam) یک سد قوسی در چین است که در لیشای واقع شده‌است.